# Jimmy Butler
Jimmy Butler III (Houston, 1989. szeptember 14. –) amerikai kosárlabdázó, jelenleg a Golden State Warriors játékosa a National Basketball Associationben (NBA). Miután egy szezont játszott egyetemen a Tyler Junior College csapatában, iskolát váltott és a Marquette Egyetemre igazolt. A 2011-es NBA-drafton a Chicago Bulls választotta a 30. helyen. Hatszoros NBA All Star, ötször választották be All-NBA csapatokba és ötször All-Defensive csapatokba. 2015-ben az NBA Legtöbbet fejlődött játékosának választották.

## Fiatalkora
A 2011-es NBA-draft előtt egy NBA-ügyvezető a következőt mondta Butlerről: "Az ő története az egyik legfigyelemreméltóbb, akit láttam a kosárlabdában töltött éveim alatt. Annyira sok alkalommal voltak olyan helyzetek az életében, mikor elbukhatott volna. Minden egyes alkalommal, lehetetlen helyzeteket küzdött le. Mikor vele beszélsz – és nem szeret az életéről beszélni – meg van az az érzésed, hogy ebben a gyerekben nagyság van."
Jimmy Butler 1989. szeptember 14-én született Houstonban (Texas). Apja elhagyta a családot nem sokkal Butler születése után. 13 éves korában, mikor Tomballban lakott, anyja kirakta a házukból. Butler egy 2011-es interjúban azt nyilatkozta, hogy a következőt mondta neki anyja: "Nem tetszel nekem, menned kell." Ezt követően folyamatosan más barátjának otthonában élt, pár hetente váltva a lakhelyét. Ennek ellenére Butler azt mondta, hogy nagyon közeli kapcsolata van szüleivel: "Nem tartok haragot. Ugyanúgy beszélek a családommal. Az anyám. Az apám. Szeretjük egymást. Ez soha nem fog megváltozni."
Utolsó középiskolai éve előtt egy nyári táborban Jordan Leslie fedezte fel és kihívta egy hárompontos versenyre. Azonnal barátok lettek és Leslie otthonában kezdett lakni. Ugyan barátjának a szülei már hét gyerekkel foglalkoztak, pár hónapon belül befogadták a játékost. Butler később a következőt mondta: "Befogadtak a családjukba. És ez a kosárlabda miatt volt. Ő [Leslie anyja] nagyon szerető volt. Csak úgy megcsinált mindent. Alig hittem el."
Utolsó szezonjában 19.9 pontot és 8.7 lepattanót szerzett átlagosan. Nem sokan szerették volna csapatukba tudni egyetemen. Végül a Tyler Junior College-ban kötött ki.

## Statisztikák

### Egyetem
| Év        | Csapat            | JM  | KM | JP/M | MG%  | 3P%  | BD%  | LP/M | GP/M | L/M | B/M | P/M  |
| --------- | ----------------- | --- | -- | ---- | ---- | ---- | ---- | ---- | ---- | --- | --- | ---- |
| 2008–2009 | Marquette Egyetem | 35  | 0  | 19.6 | .514 | .000 | .768 | 3.9  | .7   | .5  | .5  | 5.6  |
| 2009–2010 | Marquette Egyetem | 34  | 34 | 34.3 | .530 | .500 | .766 | 6.4  | 2.0  | 1.3 | .6  | 14.7 |
| 2010–2011 | Marquette Egyetem | 37  | 35 | 34.6 | .490 | .345 | .783 | 6.1  | 2.3  | 1.4 | .4  | 15.7 |
| Karrier   | Karrier           | 106 | 69 | 29.6 | .508 | .383 | .773 | 5.5  | 1.7  | 1.1 | .5  | 12.0 |

### NBA

#### Alapszakasz
| Év        | Csapat                 | JM  | KM  | JP/M  | MG%  | 3P%  | BD%  | LP/M | GP/M | L/M  | B/M | P/M  |
| --------- | ---------------------- | --- | --- | ----- | ---- | ---- | ---- | ---- | ---- | ---- | --- | ---- |
| 2011–2012 | Chicago Bulls          | 42  | 0   | 8.5   | .405 | .182 | .768 | 1.3  | .3   | .3   | .1  | 2.6  |
| 2012–2013 | Chicago Bulls          | 82  | 20  | 26.0  | .467 | .381 | .803 | 4.0  | 1.4  | 1.0  | .4  | 8.6  |
| 2013–2014 | Chicago Bulls          | 67  | 67  | 38.7* | .397 | .283 | .769 | 4.9  | 2.6  | 1.9  | .5  | 13.1 |
| 2014–2015 | Chicago Bulls          | 65  | 65  | 38.7* | .462 | .378 | .834 | 5.8  | 3.3  | 1.8  | .6  | 20.0 |
| 2015–2016 | Chicago Bulls          | 67  | 67  | 36.9  | .454 | .312 | .832 | 5.3  | 4.8  | 1.6  | .6  | 20.9 |
| 2016–2017 | Chicago Bulls          | 76  | 75  | 37.0  | .455 | .367 | .865 | 6.2  | 5.5  | 1.9  | .4  | 23.9 |
| 2017–2018 | Minnesota Timberwolves | 59  | 59  | 36.7  | .474 | .350 | .854 | 5.3  | 4.9  | 2.0  | .4  | 22.2 |
| 2018–2019 | Minnesota Timberwolves | 10  | 10  | 36.1  | .471 | .378 | .787 | 5.2  | 4.3  | 2.4  | 1.0 | 21.3 |
| 2018–2019 | Philadelphia 76ers     | 55  | 55  | 33.2  | .461 | .338 | .868 | 5.3  | 4.0  | 1.8  | .5  | 18.2 |
| 2019–2020 | Miami Heat             | 58  | 58  | 33.8  | .455 | .244 | .834 | 6.7  | 6.0  | 1.8  | .6  | 19.9 |
| 2020–2021 | Miami Heat             | 52  | 52  | 33.6  | .497 | .245 | .863 | 6.9  | 7.1  | 2.1* | .3  | 21.5 |
| 2021–2022 | Miami Heat             | 57  | 57  | 33.9  | .480 | .233 | .870 | 5.9  | 5.5  | 1.6  | .5  | 21.4 |
| 2022–2023 | Miami Heat             | 64  | 64  | 33.4  | .539 | .350 | .850 | 5.9  | 5.3  | 1.8  | .3  | 22.9 |
| 2023–2024 | Miami Heat             | 60  | 60  | 34.0  | .499 | .414 | .858 | 5.3  | 4.3  | 1.6  | .4  | 18.3 |
| 2024–2025 | Miami Heat             | 25  | 25  | 30.6  | .540 | .361 | .801 | 5.2  | 4.8  | 1.1  | .4  | 17.0 |
| 2024–2025 | Golden State Warriors  | 30  | 30  | 32.7  | .476 | .279 | .870 | 5.5  | 5.9  | 1.7  | .3  | 17.9 |
| Karrier   | Karrier                | 869 | 764 | 33.1  | .472 | .328 | .843 | 5.3  | 4.3  | 1.6  | .4  | 18.3 |
| All Star  | All Star               | 4   | 1   | 12.8  | .750 | .000 | –    | 1.8  | 1.5  | 1.8  | .0  | 4.5  |

#### Play-in
| Év      | Csapat                | JM | KM | JP/M | MG%  | 3P%  | BD%  | LP/M | GP/M | L/M | B/M | P/M  |
| ------- | --------------------- | -- | -- | ---- | ---- | ---- | ---- | ---- | ---- | --- | --- | ---- |
| 2023    | Miami Heat            | 2  | 2  | 40.7 | .395 | .000 | .857 | 4.5  | 6.0  | 2.0 | .5  | 26.0 |
| 2024    | Miami Heat            | 1  | 1  | 39.7 | .278 | .333 | .875 | 4.0  | 5.0  | 5.0 | .0  | 19.0 |
| 2025    | Golden State Warriors | 1  | 1  | 39.7 | .600 | .500 | .667 | 7.0  | 6.0  | 3.0 | .0  | 38.0 |
| Karrier | Karrier               | 4  | 4  | 40.0 | .420 | .308 | .787 | 5.0  | 5.8  | 3.0 | .3  | 27.3 |

#### Rájátszás
| Év      | Csapat                 | JM  | KM  | JP/M | MG%  | 3P%  | BD%  | LP/M | GP/M | L/M | B/M | P/M  |
| ------- | ---------------------- | --- | --- | ---- | ---- | ---- | ---- | ---- | ---- | --- | --- | ---- |
| 2012    | Chicago Bulls          | 3   | 0   | 1.3  | —    | —    | —    | .0   | .0   | .0  | .0  | .0   |
| 2013    | Chicago Bulls          | 12  | 12  | 40.8 | .435 | .405 | .818 | 5.2  | 2.7  | 1.3 | .5  | 13.3 |
| 2014    | Chicago Bulls          | 5   | 5   | 43.6 | .386 | .300 | .783 | 5.2  | 2.2  | 1.4 | .0  | 13.6 |
| 2015    | Chicago Bulls          | 12  | 12  | 42.2 | .441 | .389 | .819 | 5.6  | 3.2  | 2.4 | .8  | 22.9 |
| 2017    | Chicago Bulls          | 6   | 6   | 39.8 | .426 | .261 | .809 | 7.3  | 4.3  | 1.7 | .8  | 22.7 |
| 2018    | Minnesota Timberwolves | 5   | 5   | 34.0 | .444 | .471 | .833 | 6.0  | 4.0  | .8  | .2  | 15.8 |
| 2019    | Philadelphia 76ers     | 12  | 12  | 35.1 | .451 | .267 | .875 | 6.1  | 5.2  | 1.4 | .6  | 19.4 |
| 2020    | Miami Heat             | 21  | 21  | 38.4 | .488 | .349 | .859 | 6.5  | 6.0  | 2.0 | .7  | 22.2 |
| 2021    | Miami Heat             | 4   | 4   | 38.5 | .297 | .267 | .727 | 7.5  | 7.0  | 1.3 | .3  | 14.5 |
| 2022    | Miami Heat             | 17  | 17  | 37.0 | .506 | .338 | .841 | 7.4  | 4.6  | 2.1 | .6  | 27.4 |
| 2023    | Miami Heat             | 22  | 22  | 39.7 | .468 | .359 | .806 | 6.5  | 5.9  | 1.8 | .6  | 26.9 |
| 2025    | Golden State Warriors  | 11  | 11  | 36.1 | .447 | .306 | .800 | 6.6  | 5.2  | 1.3 | .3  | 19.2 |
| Karrier | Karrier                | 130 | 127 | 37.8 | .459 | .344 | .827 | 6.2  | 4.7  | 1.7 | .5  | 21.1 |

## Díjak
- 6× NBA All Star (2015–2018, 2020, 2022)
- All-NBA Második csapat (2023)
- 4× All-NBA Harmadik csapat (2017, 2018, 2020, 2021)
- 5× NBA All-Defensive Második csapat (2014–2016, 2018, 2021)
- NBA Legtöbbet fejlődött játékos (2015)
- NBA legtöbb labdaszerzés (2021)
- Olimpiai bajnok (2016)

## Magánélet
Butler a country zene nagy rajongója és szerepelt Luke Bryan Light It Up című dalának videóklipjében. Közeli barátja Mark Wahlbergnek, akivel a Transformers: A kihalás kora forgatása idején találkozott.
A 2016-os olimpia idején a labdarúgás rajongója lett, mikor látta Neymar Jr.-t játszani a brazil válogatott színeiben. A kedvenc csapata a Paris Saint-Germain.
Egy lánya van, akinek születése miatt kihagyott több mérkőzést a 2019–2020-as NBA-szezon kezdetén.
Az NBA-buborékban megnyitotta saját kávéboltját hotelszobájában, ahol 20 dollárért adott egy pohár italt.